# 임오명 어피인장함
임오명 어피인장함(壬午銘 魚皮印章函)은 정방형 몸체에 제형(梯形) 뚜껑이 있는 인장을 보관하기 인궤(印櫃)이다.
2018년 12월 5일 문화재 지정예고 절차를 거쳐, 2019년 2월 13일 부산광역시의 유형문화재 제195호로 지정되었다.

## 지정 사유
부산박물관 소장 어피인장함(魚皮印章函)는 정방형 몸체에 제형(梯形) 뚜껑이 있는 인장을 보관하기 인궤(印櫃)이다. 특히 오동나무 백골에 상어가죽인 사어피(沙魚皮)를 입혀서 만든 어피함이기도 하다.
인장함의 앞면에는 제비초리형태의 자물쇠 앞바탕을 부착하고 바닥까지 닿는 넝쿨문이 음각된 긴 뻗침대를 내렸는데 끝이 물고기 꼬리 모양으로 갈라져있다. 앞바탕과 뻗침대 및 귀싸개 등의 장석에 넝쿨문 혹은 어자문을 조이질 시문하여 장식성을 가미하였다. 모서리와 각이 지는 전체를 화염문이 장식된 귀싸개로 감싸고 못을 박아 화려하고 견고하게 제작하였다. 제형 뚜껑은 정상부에 원형 및 화형(花形)의 이중 받침 위에 13각으로 이루어진 율각형 꼭지가 달려 있으며 바닥 네 귀에는 나무로 깎은 유두형 발이 있다.
황동으로 제작된 장석 중 앞바탕의 경우 일본민예관 소장 18~19세기 홍칠함의 앞바탕과 형태 및 조이질 등에서 유사성을 보여주고 있기도 하다. 조선시대 홍칠은 중국에서 수입한 당주홍으로 칠한 것으로 工典 등에 진상하는 목공예품에 쓰였다. 또한 붉게 주칠되어 있는 뚜껑 내면에는 명문이 묵서되어 있는데 적외선 사진 촬영결과 그 중 ‘道光二年(1822) 壬午 ■印室’이라는 글과 연화질(緣化秩)인 ‘僧統 玆■ 片手 黃■ 古阜 聖元’ 등의 글이 판독된다. 따라서 이 인장함은 사찰의 승인(僧印)을 보관하기 위한 용도로 1882년에 3인의 승려가 제작하였음을 알 수 있다.
부산박물관 소장 어피인장함은 사찰에서 승인을 보관하기 위해 제작한 인장함이다. 특히 뚜껑 내부에 묵서되어 있는 명문에 의해 1822년 제작되었음이 확인되어 이러한 사찰 인장함 양식의 절대연대를 제공해 주고 있는 등 그 가치가 매우 큰 유물이라 할 수 있다. 또한 이 어피인장함은 어피의 갈라짐과 자물쇠의 결실을 제외하면 전체적으로 보존상태가 상당히 양호한 유물이다.

## 참고 문헌
- 임오명 어피인장함 - 국가유산청 국가유산포털